# Francisco Civitate
Francesco Civitate Pucciano (castiglianizzato in Francisco Civitate Pucciano, IPA: [fɾãn.ˈsis.ko si.βi.ˈta.te puk.ˈsja.no]; Cirò Marina, 27 agosto 1882 – Curitiba, 30 giugno 1987) è stato un artista e fotografo italiano naturalizzato uruguaiano, considerato uno dei massimi esponenti della fotografia nel panorama uruguaiano.

## Biografia
Nato in Calabria, compì gli studi superiori al Convitto nazionale "Vittorio Emanuele II" di Roma; nel 1898 si trasferì in Uruguay per completare gli studi all'Università di Montevideo.
Rimasto affascinato dal mondo della fotografia, si fece mandare dall'Europa diversi tipi di riviste e incominciò a studiare l'arte di Louis Daguerre.
Ritornato in Italia per prestare servizio militare si arruolò nel 2º Reggimento del Genio, continuando però nel frattempo ad approfondire i suoi studi nel campo della fotografia; fece poi ritorno in Uruguay con dell'attrezzatura fotografica al seguito.
Fondò a Montevideo un suo studio fotografico chiamato Estudio Fotográfico Civitate, divenuto col tempo anche un importante luogo di aggregazione e di scambi culturali, che lo rese celebre nella capitale sudamericana nel campo dell'arte fotografica; sviluppò in seguito una proficua collaborazione con un suo corregionale calabrese, Francesco Dolce, originario di Maierà (CS).
Partecipò anche a diverse esposizioni nazionali ed internazionali riscuotendo un notevole successo: Torino, Firenze, Roma, Montevideo e San Francisco. Ebbe particolare successo nella città californiana, dove ottenne una medaglia d'oro.
Morì a Curitiba, nello stato brasiliano di Paraná, il 30 giugno 1987.

## Curiosità
- La sua casa a Montevideo si trovava in Avenida 18 de Julio 1206[6], nel quartiere Centro.